# بيلند (غناباد)
بيلند (بالفارسية: بیلند) هي قرية تقع في منطقة مركزية ريفية في إيران. يقدر عدد سكانها بـ 4,235 نسمة .